# 27 avril 1950
Le jeudi 27 avril 1950 est le 117e jour de l'année 1950.

## Naissances
- Bassam Baraké, chercheur en linguistique et en phonologie arabes
- Christian Zacharias, pianiste allemand
- Edney Silvestre, Journaliste et écrivain brésilien
- Harvey W. Berger, monteur américain
- Mike Howlett, musicien fidjien
- Paolo Pulici, joueur et entraîneur de football italien
- Ryszard Tomczyk, boxeur polonais
- Vladimir Fédorovski, diplomate français

## Décès
- George Burpee Jones (né le 9 janvier 1866), personnalité politique canadienne
- Hobart Cavanaugh (né le 22 septembre 1886), acteur américain
- Karel Koželuh (né le 7 mars 1896), joueur de tennis tchèque
- Karl Straube (né le 6 janvier 1873), organiste et chef de chœur allemand
- Ted Ranken (né le 18 mai 1875), tireur sportif britannique